# Донская пуголовка
Донская пуголовка (лат. Benthophilus durrelli) — пресноводная и солоноватоводная лучепёрая рыба из семейства бычковых отряда Gobiiformes. Видовое латинское название дано в честь английского натуралиста и писателя Джеральда Даррелла.

## Описание
До 2004 года этот вид отождествляли со звёздчатой пуголовкой, от которой донская отличается размером, характером костных образований на поверхности головы и тела, более задним расположением второго спинного плавника относительно анального, 17—21 ряд невромастами в боковой линии (против 20—25) и некоторыми другими признаками.
Сравнительно мелкий вид. Абсолютная длина тела до 6,6 см (у звёздчатой пуголовки — 11 см). На спине и боках по 3 тёмных пятна, первое из них узкое, полукруглое, на спине и втором спинном плавнике множество мелких тёмных пятен. В боковой линии 17—21 невромаст, обычно 18—20. Во втором спинном плавнике 7,5—8,5 сегментированных луча, его основание не широкое, хвостовой стебель без гранул. Позвонков 28—29.

## Ареал и места обитания
Донская пуголовка является эндемиком Европейской части России. Естественный ареал вида находится в низовьях Дона от верховий Цимлянского водохранилища до Таганрогского залива и в его притоках — Северском Донце и Западном Маныче вместе с озером Маныч-Гудило. Предпочитает пресные воды, особенно многочисленна в устьях рек, встречается в солоноватых водах залива солёностью до 3 ‰, в Азовское море дальше Таганрогского залива не выходит. После сооружения Волго-Донского канала вслед за рачками-мизидами донская пуголовка проникла в Волгу и распространилась далеко вверх по течению от канала до Кинешмы и низовьев Унжи, а также в низовьях Камы до места впадения Вятки. К настоящему времени широко расселилась и на незарегулированном участке Нижней Волги. Донная рыба, обитает на участках с илистым и песчаным дном.

## Особенности биологии
Нерест в мае-августе. Самки характеризуются единовременным нерестом, обычно откладывают икру внутрь или под раковины моллюсков. Вскоре после нереста производители погибают. Бентофаг, питается преимущественно мелкими брюхоногими моллюсками, ракообразными и личинками насекомых. Продолжительность жизни около года-полутора.